# Richard (vicomte de Rouen)
Pour les articles homonymes, voir Richard.
Ne pas confondre avec Richard de Rouen
Richard est vicomte de Rouen d'environ 1015 à environ 1030.

## Biographie
Richard est vicomte de Rouen d'environ 1015 à vers 1030. 
Selon le chroniqueur Robert de Torigni, Richard est le mari d'une nièce de Gunnor, épouse du duc de Normandie Richard Ier, et le père de Lambert de Saint-Saëns. La filiation paternelle de Lambert de Saint-Saëns est corroborée par des chartes qui le mentionnent,.
Entre 1010 et 1030 environ, le vicomte Richard est cité dans cinq actes. Deux d'entre eux précisent qu'il est fils de Tescelin. Un vicomte nommé Tescelin est cité dans deux actes de 1015 et de 1015/1017. Il s'agit probablement du père de Richard, qui lui aurait succédé vers 1015.
Après 1030, Gosselin d'Arques succède à Richard comme vicomte de Rouen.